# Aa Gale Lag Jaa
Pour plus de détails, voir Fiche technique et Distribution.
Aa Gale Lag Jaa (आ गले लग जा) est un film indien réalisé par Hamid Ali Khan sorti en 1994, il donne la vedette à Jugal Hansraj et Urmila Matondkar.

## Synopsis
Le film raconte l'histoire de Suraj (Jugal Hansraj) un jeune homme de famille pauvre et Roshni (Urmila Matondkar) une jeune femme de famille aisée qui tombent amoureux, néanmoins leurs familles respectives s'opposent à leur relation.

## Fiche technique
- Titre : Aa Gale Lag Jaa
- Titre original en hindi : आ गले लग जा
- Réalisation : Hamid Ali Khan
- Scénario : Salim Khan
- Production : Salim Akhtar
- Musique : Anu Malik
- Décors : Javed Akhtar
- Direction artistique : Nitin Desai
- Technicien du son : NB Shah
- Chorégraphie : Chinni Prakash
- Pays de production : Inde
- Langue : hindi
- Format : couleurs
- Genre : dramatique
- Date de sortie : 1994

 Sauf indication contraire, les informations mentionnées dans cette section peuvent être confirmées par la base de données cinématographiques IMDb,  présente dans la section « Liens externes ».

## Distribution
- Urmila Matondkar : Roshni
- Jugal Hansraj : Suraj
- Paresh Rawal : Mamtaram
- Ashok Saraf : Dhaniram
- Ranjeet : Dr. Mathur

 Sauf indication contraire, les informations mentionnées dans cette section peuvent être confirmées par la base de données cinématographiques IMDb,  présente dans la section « Liens externes ».